# Кук, Эдвард Уильям
Эдвард Уильям Кук (англ. Edward William Cooke, 27 марта 1811, Лондон — 4 января 1880) — английский живописец-маринист, график, иллюстратор, учëный, академик (1864) Лондонского королевского общества.

## Биография
Родился в семье с давними художественными традициями. Его отец и дядя были известными гравëрами, Эдвард с ранних лет освоил их ремесло, и уже в 18-летнем возрасте самостоятельно выполнил серию гравюр. В 1833 начал профессионально заниматься живописью, писал акварели и полотна маслом, особенно его привлекала морская тематика: побережья, корабли, прибрежная архитектура.
Творил под влиянием великих мастеров голландской живописи XVII века (в первую очередь, Виллема ван де Вельде Старшего и итальянских художников, представителей венецианской школы ведутистов Каналетто и Франческо Гварди. В 1837 Э. Кук отправился путешествовать и побывал в Голландии, затем в Скандинавии, Испании, Франции, Италии (Венеция) и Северной Африке. Впоследствии неоднократно посещал Венецию и Голландию.
В 1829 издал книгу-сборник рисунков и графики, посвященную морской тематике «Sixty five plates of shipping and craft»
В 1835—1879 выставил в Королевской академии художеств 129 своих работ, a в British Institution — 115.
Эдвард Кук проявлял интерес не только к живописи, но и к геологии, естественной истории, биологии и ботанике (особенно цветущим растениям), садоводству. В 1840 году он начал помогать своему другу, садоводу Джеймсу Бэйтману в обустройстве знаменитых садов Biddulph Grange в Стаффордшире, все орхидеи и рододендроны этого сада были спланированы и посажены им.
Кук был не только художник и садовод, но и учëный. Он член Королевской академии художеств (с 1863), Лондонского Линнеевского общества, Геологического и Зоологического обществ Лондона, Общества любителей древности. В 1863 году был избран членом британского Королевского общества и стал его академиком в 1864 году.
Картины художника сейчас хранятся в основном в коллекциях британских музеев Royal Academy of Arts Collection, Тейт Британ и National Maritime Museum в Гринвиче.

## Галерея
|  |  |  |  |  |